# Рідна церква
«Рідна церква» — церковно-релігійний квартальник, орган Вищого Церковного Управління УАПЦ в діаспорі, виходить з 1952 р. у Карлсруе-Ландсгуті (Німеччина).
Головний редактор: отець А. Дублянський; серед співробітників отець Д. Бурко, І. Власовський, отець Л. Овчаренко, Н. Полонська-Василенко.
Цінна хроніка життя УАПЦ на еміграції.